# Efecto Forer

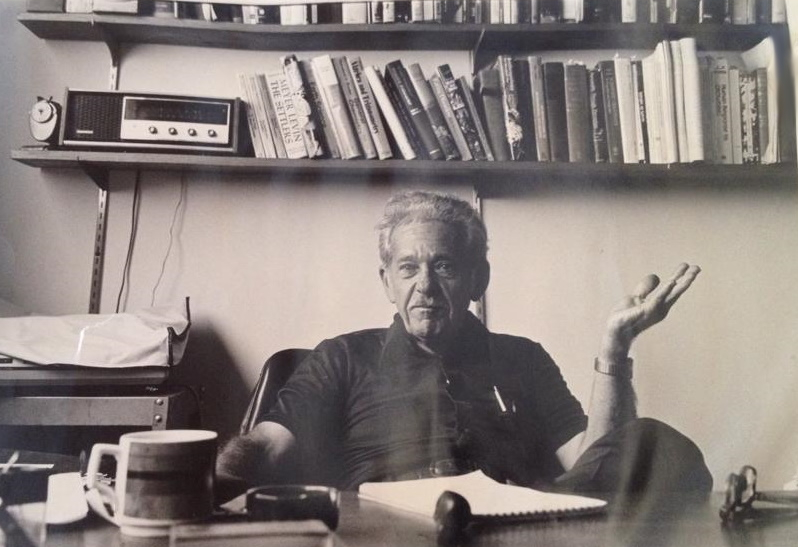
Bertram Forer

El efecto Forer (también llamado falacia de validación personal o efecto Barnum, en referencia a P. T. Barnum) es un fenómeno psicológico común en el que las personas otorgan calificaciones de alta precisión a las descripciones de su personalidad que supuestamente se ajustan específicamente a ellos, pero que en realidad son vagas y lo suficientemente generales como para aplicarse a una amplia gama de personas. Este efecto puede proporcionar una explicación parcial de la aceptación generalizada de algunas creencias y prácticas paranormales, como la astrología, la adivinación, la lectura del aura y algunos tipos de tests de personalidad.
El psicólogo Bertram Robin Forer (1914-2000) lo llamó originalmente la "falacia de la validación personal". El término "efecto Barnum" fue acuñado en 1956 por el psicólogo Paul Meehl en su ensayo "Wanted - A Good Cookbook", porque relaciona las vagas descripciones de personalidad utilizadas en ciertas pruebas psicológicas "pseudo-exitosas" con las dadas por el showman P.T. Barnum.
Estas caracterizaciones a menudo son utilizadas por los practicantes  de estas actividades como una técnica deshonesta para convencer a las víctimas de que están dotadas de un don paranormal. Debido a que las declaraciones de evaluación son tan vagas, las personas atribuyen su propia interpretación, por lo que la declaración se vuelve "personal" para ellos. Además, es más probable que las personas acepten evaluaciones negativas de sí mismas si perciben que la persona que presenta la evaluación es un profesional de alto nivel.

## Descripción
El efecto Barnum se manifiesta en respuesta a declaraciones a las que se denomina como "declaraciones Barnum", lo que significa que las caracterizaciones generales atribuidas a un individuo se perciben como verdaderas de ellos en específico, aunque las declaraciones son tan generales, que podrían aplicarse a casi cualquier persona. Estas técnicas son utilizadas a menudo por adivinos, astrólogos, psíquicos y otros practicantes de técnicas paranormales para convencer a los clientes de que ellos, los practicantes, en realidad están dotados de un don paranormal. El efecto es un ejemplo específico del llamado "fenómeno de aceptación", que describe la tendencia general de los humanos a "aceptar casi cualquier retroalimentación de personalidad falsa".
Un fenómeno relacionado y más general es el de la validación subjetiva. La validación subjetiva ocurre cuando se percibe que dos eventos no relacionados o incluso aleatorios están relacionados porque una creencia, expectativa o hipótesis espera una relación. Por ejemplo, al leer un horóscopo, las personas buscan activamente una correspondencia entre su contenido y la percepción de su personalidad.

## Investigación inicial
En 1947, el psicólogo Ross Stagner pidió a varios directores de personal que hicieran un test de personalidad. Después de haber tomado la prueba, Stagner, en lugar de responder con un análisis basado en sus respuestas individuales reales, les presentó a cada uno de ellos una evaluación generalizada que no tenía relación con sus respuestas a la prueba, pero que, en cambio, estaba basada en horóscopos, análisis grafológicos y similares. Luego se pidió a cada uno de los gerentes que calificara su evaluación. Más de la mitad describió la evaluación como precisa y casi ninguno la describió como incorrecta.
En 1948, en lo que se ha descrito como un "experimento clásico", el psicólogo Bertram Forer realizó una prueba de psicología – su llamado "Diagnóstico de interés en blanco"– a 39 de sus estudiantes de psicología, a quienes se les dijo que cada uno recibiría una breve viñeta de personalidad basada en los resultados de sus pruebas. Una semana después, Forer le dio a cada estudiante una viñeta supuestamente individualizada y les pidió que calificaran qué tan bien se aplicaba. En realidad, cada estudiante recibió la misma viñeta, que constaba de los siguientes elementos:

• Tienes una gran necesidad de gustar y recibir la admiración y el respeto de los demás.
 • Tienes tendencia a la autocrítica.
 • Tienes una gran capacidad no utilizada que te cuesta aprovechar.
 • Aunque tienes algunas debilidades de personalidad, generalmente eres capaz de compensarlas.
 • Tu adaptación sexual te ha generado problemas.
 • Aunque por fuera puedes practicar la autodisciplina y el autocontrol, por dentro tiendes a preocuparte y a sentir inseguridad.
 • A veces tienes serias dudas sobre si has tomado la decisión correcta o si has hecho lo correcto.
 • Prefieres un cierto grado de cambio y variedad, pero sientes insatisfacción cuando te acorralan las restricciones y las limitaciones.
 • Te enorgulleces de tener un pensamiento independiente y no aceptas las afirmaciones de los demás sin evidencias satisfactorias.
 • Te parece poco prudente mostrar demasiada franqueza al hablar a los demás.
 • A veces eres extrovertido, afable y sociable, mientras que otras veces eres introvertido, receloso y reservado.
 • Algunas de tus aspiraciones tienden a ser poco realistas.
 • La seguridad es uno de tus principales objetivos en la vida.

En promedio, los estudiantes calificaron su precisión como 4.30 en una escala de 0 (muy pobre) a 5 (excelente). Solo después de que se entregaron las calificaciones, se reveló que todos los estudiantes habían recibido una viñeta idéntica creada por Forer a partir de un libro de astrología. La viñeta contenía declaraciones que eran lo suficientemente vagas y generales como para aplicarse a la mayoría de las personas.
Forer atribuyó el efecto a la credulidad. Se ha dicho que el efecto confirma el principio de Pollyanna, que dice que las personas tienden a "usar o aceptar palabras de retroalimentación positivas con más frecuencia que palabras de retroalimentación negativas".

## Factores que influyen en el efecto
Dos factores son importantes en la producción del efecto Forer, según los hallazgos de los estudios de replicación. El contenido de la descripción ofrecida es importante, con un énfasis específico en la proporción de evaluaciones de rasgos positivos a negativos. El otro factor importante es que el sujeto confíe en la honestidad de la persona que proporciona la retroalimentación.
El efecto se encuentra consistentemente cuando las declaraciones de evaluación son vagas y generales. Las personas pueden leer su propio significado en las declaraciones que reciben y, por lo tanto, la declaración se vuelve "personal" para ellos. Las declaraciones más efectivas incluyen la frase "a veces", como "A veces te sientes muy seguro de ti mismo, mientras que otras veces no tienes tanta confianza". Esta frase se puede aplicar a casi cualquier persona y, por lo tanto, cada persona puede leer un significado "personal" en ella. Mantener las declaraciones vagas de esta manera garantiza la observación del efecto Forer en los estudios de replicación.
Es más probable que los individuos acepten evaluaciones negativas de sí mismos si perciben a las personas que presentan las evaluaciones como profesionales de alto nivel. La evidencia también sugiere que las personas con personalidades autoritarias o neuróticas o que tienen una mayor necesidad de aprobación de lo habitual tienen más probabilidades de manifestar el efecto Barnum.
Estudios con participantes internacionales han demostrado que el efecto Forer parece ser universal, se ha observado que ocurre en personas de muy variadas culturas y zonas geográficas. En el 2009 los psicólogos Paul Rogers y Janice Soule llevaron a cabo un estudio en el que compararon las tendencias de los occidentales a aceptar descripciones de personalidad al estilo Barnum en comparación con personas de China. No encontraron diferencias: todos mostraron el mismo efecto.
Estudios posteriores han encontrado que los sujetos otorgan calificaciones de precisión más altas si se cumplen las siguientes condiciones:
- El sujeto cree que el análisis se aplica solo a él o ella, y por lo tanto aplica su propio significado a las declaraciones.
- El sujeto cree en la autoridad del evaluador.
- El análisis enumera principalmente rasgos positivos.

## Explotación del efecto

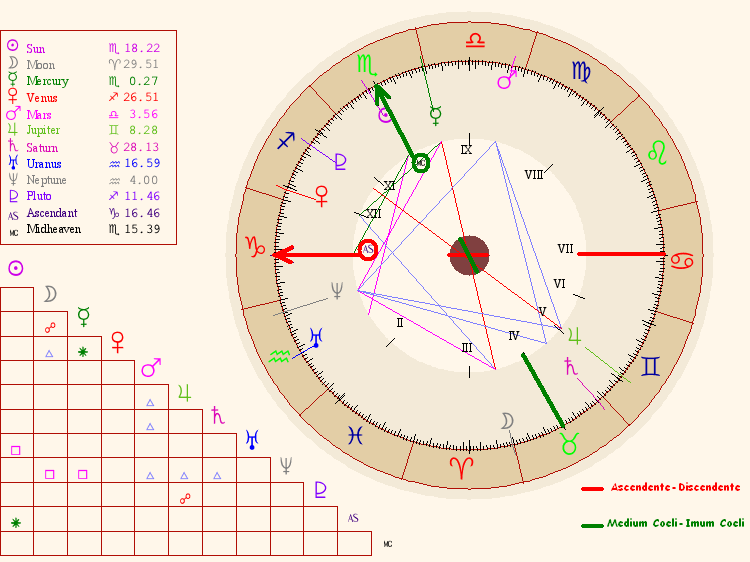
Carta astral

En 1977, Ray Hyman escribió sobre la forma en que los vendedores ambulantes y artistas callejeros (como quiromantes, lectores de cartas y adivinos) explotan el efecto Forer para aprovecharse de las víctimas (o "marcas"). Proporcionó una lista de factores que ayudan a estos embaucadores a engañar a sus presas. Por ejemplo, es más probable que los mercachifles tengan éxito si exudan un aire de confianza ("Si se ve y actúa como si creyera en lo que está haciendo, podrá vender incluso una mala lectura a la mayoría de sus sujetos". ), si "hacen un uso creativo de los últimos resúmenes estadísticos, sondeos y encuestas" mostrando "lo que creen, hacen, quieren, preocupan, etc., las diversas subclases de nuestra sociedad", si emplean "un truco como una bola de cristal, las cartas del tarot o la lectura de la palma de la mano", si están atentos a las pistas proporcionadas sobre sus clientes por detalles tales como su "vestimenta, joyas, modales y forma de hablar", si no tienen miedo de exagerar positivamente, y si usan halagos.
Michael Birnbaum, profesor de psicología en la Universidad Estatal de California, Fullerton, ha señalado que el efecto Forer es utilizado por magos y psíquicos cuando realizan las llamadas " lecturas en frío", así como por ciertas personalidades de la televisión que afirman ser expertas en psicoanálisis y profesan poder diagnosticar los problemas psicológicos de un invitado en pocos minutos. "Los verdaderos psicólogos se horrorizan ante esta práctica", afirma Birnbaum, pero no la critican con suficiente fuerza en público, por lo que sigue siendo tratada con un respeto que no merece. "Es lamentable que la psicología académica no haya prestado más atención a la técnica de la lectura en frío", escribió Denis Dutton en 1988",en la medida en que la exitosa práctica generalizada de la lectura en frío constituye la base de gran parte de la creencia existente en los poderes paranormales en la sociedad actual." Si bien los psicólogos académicos habían centrado en sus estudios en los estudiantes, Dutton pidió "un análisis de las técnicas y métodos reales utilizados por los lectores en frío competentes".
"La moraleja de la demostración de Barnum", ha dicho Birnbaum, es que "la autovalidación no es validación. ¡No se deje engañar por un psíquico, un psicoterapeuta charlatán o un curandero falso que usa este truco con usted! Sea escéptico y pida pruebas. Mantenga su dinero en su billetera, su billetera en su bolsillo y su mano en su billetera".